# Nettleton (Lincolnshire)
Pour les articles homonymes, voir Nettleton (homonymie).
Nettleton est une paroisse civile et un village du Lincolnshire, en Angleterre.